# 巴特塞格贝格
巴特塞格贝格（德語：Bad Segeberg，發音：[baːt ˈzeːɡəˌbɛʁk] ⓘ）是德国石勒苏益格-荷尔斯泰因州塞格贝格县的城市，也是塞格贝格县的县治，面积18.87平方千米，2023年12月31日人口为18,891人。

## 友好城市
截至2021年3月，巴特塞格贝格共与五座城市结为友好城市关系：
- 芬兰 里希迈基（1954年）
- 以色列 莫茨金村（1984年）
- 德国 泰特罗（1990年）
- 爱沙尼亚 沃鲁（1991年）
- 波蘭 兹沃切涅茨乡（英语：Gmina Złocieniec）（1995年）